# Alfabeto uigur antigo
O alfabeto uigur antigo foi usado para escrever a língua uigur antiga, uma variedade de turco antigo falados em turfano (também conhecido como turpã) e em gansu, que é o ancestral da moderna linguagem iugur ocidental . O termo "uigur antigo" usado para esse alfabeto é enganador, porque Qocho, o reino tochariano-uigur criado em 843, originalmente usava o alfabeto turco antigo. Os uigures adotaram esse roteiro de habitantes locais quando migraram para Turfan após 840 . Era uma adaptação do alfabeto aramaico usado para textos com conteúdo budista, maniqueísta e cristão por 700-800 anos em Turpã. Os últimos manuscritos conhecidos datam do século XVIII. Este foi o protótipo dos alfabetos mongol e manchu. O alfabeto uigur antigo foi trazido para a Mongólia por Tata-tonga.
O alfabeto uigur antigo foi usado entre os séculos VIII e XVII, principalmente na bacia do Tarim, na Ásia Central, localizada na atual região autônoma do Sinquião uiguir, na China. É um alfabeto de junção cursiva com características de um abjad e é escrito verticalmente. O roteiro floresceu durante o século XV na Ásia Central e em partes do Irã, mas acabou sendo substituído pelo roteiro árabe no século XVI. Seu uso foi continuado em Gansu até o século XVII. 
Como o alfabeto sogdiano (tecnicamente, um abjad), o uigur antigo tendia a usar matres lectionis tanto nas vogais longas quanto nas curtas. A prática de deixar vogais curtas sem representação foi quase completamente abandonada.  Assim, embora em última análise, derivado de um abjad semita, pode-se dizer que o alfabeto do uigur antigo foi amplamente "alfabetizado". 